# Diana Çuli
Diana Çuli (Tirana, 1951. április 13. –) albán író, publicista és politikus.

## Pályafutása
1973-ban diplomázott a Tiranai Egyetem filozófiai karán. Érettségi után a Drita és a francia Les lettres albanaises folyóirat szerkesztőségéhez csatlakozott. 1990-től a demokratikus ellenzék tagja, és a Független Női Fórum elnöke lett, majd belépett az Albán Szociáldemokrata Pártba.
2006-től 2010-ig Albániát képviselte az Európa Tanács Parlamenti Közgyűlésében. Albániában a nők, különösen a prostitúcióra kényszerített nők jogaiért harcol. 2004-től az Albán Nőszövetség elnöke.
Az 1970-es évek végén publikálta első novelláját Lelkiismeret (Ndërgjegja) címmel, amelyet a Pionieri folyóiratban publikált. A Jehonat e jetës (Az élet visszhangjai) című novellagyűjteménye 1980-ban jelent meg. Első regényét, a Zëri i largët (Egy távoli hang) címűt 1983-ban adta ki.  2011-ig nyolc regény és három filmforgatókönyv szerzője.

## Válogatott művei
- 1980: Jehonat e jetës (Az élet visszhangjai)
- 1983: Zëri i largët (Egy távoli hang)
- 1986: Dreri i trotuareve (A járdák szarvasa)
- 1992: Requiem
- 1993:  ... dhe nata u nda në mes (... és az éjszaka kettévált)
- 2000: Diell në mesnatë (Éjféli nap)
- 2006:  Engjëj të armatosur (Fegyveres angyalok)
- 2009: Gruaja na kafe (A barna nő)
- 2011: Hoteli i drunjtë (A fából készült szálloda)

## Filmforgatókönyvek
- 1985: Hije që mbeten pas (Hátrahagyott árnyékok)
- 1987: Rrethi i kujtesës (Az emlékezés köre)[6]
- 1988: Bregu i ashpër (A zord tengerpart)

## Fordítás
- Ez a szócikk részben vagy egészben  a   Diana Çuli című angol Wikipédia-szócikk ezen változatának fordításán alapul.  Az eredeti cikk szerkesztőit annak laptörténete sorolja fel. Ez a jelzés csupán a megfogalmazás eredetét és a szerzői jogokat jelzi, nem szolgál a cikkben szereplő információk forrásmegjelöléseként.